# Mr. and Mrs. Is the Name
Pour plus de détails, voir Fiche technique et Distribution.
Mr. and Mrs. Is the Name est un dessin animé américain réalisé par Friz Freleng, produit par la Warner Bros. Pictures, dans la série des Buddy (Merrie Melodies), sorti en 1935.
Il a été réalisé par Friz Freleng et produit par Leon Schlesinger est crédité comme producteur associé.

## Fiche technique
- Titre original : Mr. and Mrs. Is the Name
- Réalisation : Friz Freleng
- Producteurs : Leon Schlesinger
- Musique : Bernard Brown
- Production : Leon Schlesinger Studios
- Distribution : Warner Bros. Pictures
- Format : couleur - mono
- Langue : anglais
- Pays : États-Unis
- Genre : Dessin-animé
- Durée : 7 minutes
- Date de sortie : USA : 19 janvier 1935
- Licence : Domaine public[1]